# Pact van Dokkum
Het Pact van Dokkum was een afspraak op 30 januari 1940, in de zesde Elfstedentocht, waarbij vijf rijders afspraken om samen over de finish te komen, zodat ze alle vijf winnaar zouden zijn.
In Dokkum ontstond een kopgroep van vijf rijders, die onderweg afspraken om samen over de finish te gaan. Echter, bij het binnenrijden van Leeuwarden kon Auke Adema zich niet meer inhouden, en spurtte weg uit de kopgroep. Piet Keijzer haalde hem nog wel terug. Maar omdat het publiek al massaal het ijs op was gekomen bij de finish, kon niemand de finish goed zien, en was de winnaar niet bekend. Daarom besloot de jury om alle vijf de rijders als winnaar in de boeken op te nemen.
Piet Keijzer heeft zijn hele leven beweerd dat hij als eerste over de finish was gekomen, omdat hij de ontsnapte Adema nog vóór de finish had bijgehaald. In een interview verklaart hij dat de vijf in een café, waar ze moesten stempelen en plassen, kort hebben afgesproken om samen door te rijden. 
Deze vijf rijders waren:
- Piet Keijzer
- Auke Adema
- Cor Jongert
- Durk van der Duim
- Sjouke Westra